# Organización Guardianes de la Religión
Los Organización Guardianes de la Religión (en árabe: تنظيم حراس الدين‎:  Tanẓīm Ḥurrās ad-Dīn), conocido también por su nombre romanizado Hurras al-Din o Al Qaeda en Siria, fue un grupo yihadista, afiliado con al-Qaeda y participante en la guerra civil siria. 
Su líder, Abu Humam al-Shami, era anteriormente un miembro del Frente al-Nusra, una organización que anteriormente tenía lazos con al-Qaeda. El grupo se constituyó por los líderes del grupo Jorasán, así como militantes leales a al-Qaeda que rechazaron la disolución de Jabhat Fateh al-Sham y su unión con otros grupos para formar Hayat Tahrir al-Sham.

## Historia
En febrero de 2018, el grupo declaró su oposición a los combates entre el Frente de Liberación de Siria y Tahrir al-Sham. Aun así, Jaysh al-Sahel, el cual es parte del grupo, indicó que pelearian con el FLS, si este atacara las ciudades de Muhambal, Bisanqul y Kafr Shalaya.
El 26 de abril, el grupo junto con Ansar al-Tawhid, y Jaysh al-Izza, lanzaron un ataque conjunto contra las fuerzas sirias en el norte de Hama.
El 12 de octubre, el Centro de Reconciliación del gobierno ruso en Siria acusó al grupo de acumular materiales necesarios para desarrollar armas químicas para un ataque de bandera falsa, además de ser un afiliado de ISIL. Junto con los funcionarios rusos que acusan al grupo de ser un afiliado de ISIL, los medios iraquíes han afirmado que el grupo también es un afiliado de ISIL que opera a lo largo de la frontera sirio-iraquí, sin embargo, la base de operaciones del grupo está en la gobernación de Idlib en Siria, el grupo no ha afirmado ningún ataque fuera de la región ni se ha informado de ningún otro informe de actividad fuera de Siria.
El 15 de octubre, el grupo publicó un video filmado en Saraqib que mostraba a la policía religiosa del grupo, la hisbah, conduciendo por la ciudad con altavoces llamando a la gente a adherirse a la sharia.
El 29 de diciembre, uno de los fundadores del grupo, llamado Abu Julaybib, fue asesinado por fuerzas gubernamentales en la Gobernación de Dar'a mientras se preparaba para establecer una célula insurgente vinculada al grupo en el sur de Siria.
El 30 de junio de 2019, en una operación inusual contra elementos que no pertenecen al EIIL, EE. UU. llevó a cabo un ataque contra una reunión de líderes de al-Qaeda en Siria (AQ-S) en un centro de entrenamiento al oeste de Aleppo, que mató a ocho yihadistas de la Organización Guardianes de la Religión, incluidos seis comandantes: dos tunecinos, dos argelinos, un egipcio y un sirio. Fue el primer ataque conocido de EE. UU. en el oeste de Siria desde febrero de 2017 debido a que EE. UU. y Rusia establecieron un límite no oficial desmilitarizado que impide en gran medida que las fuerzas estadounidenses importantes se aventuren en la región. EE. UU. no especificó qué activos se utilizaron en el ataque.
Un mes después, el 31 de agosto de 2019, EE. UU. llevó a cabo una serie de ataques aéreos en una reunión de Sala de operaciones del despertar de los creyentes entre Kafriya y Maarrat Misrin, matando a más de 40 militantes de Guardianes de la Religión, incluidos varios líderes.
El 27 de octubre de 2019, miembros del grupo fueron asesinados durante una incursión estadounidense de Barisha contra el líder de ISIL Abu Bakr al-Baghdadi en Barisha. Un comandante del grupo llamado Abu Muhammad al-Halabi, el dueño de la casa en la que se hospedaba Baghdadi, fue asesinado durante la redada. Un oficial de inteligencia iraquí y Hisham al-Hashimi han declarado a The Independent que Halabi también era un contrabandista, razón por la cual el jefe de ISIL y su familia utilizaron sus servicios.
El 10 de marzo de 2020, la Organización Guardianes de la Religión allanó la ciudad de Tanjarah, que estaba bajo el control del ejército sirio, y capturó la ciudad. Se produjeron intensos combates tras un contraataque del ejército sirio para retomar la ciudad. 35 soldados del ejército sirio y 13 combatientes de ORG murieron en los combates. Después de una disputa dentro de la Sala de operaciones del Despertar de los Creyentes, el grupo se unió a otros cuatro grupos yihadistas el 12 de junio de 2020 para formar la "Sala de operaciones Be Steadfast".
No fue hasta el 23 de junio, después de instalar puestos de control alrededor de Idlib y se enfrenta a las fuerzas de Hayat Tahrir al-Sham, solicita un conflicto entre los dos grupos. El conflicto mato a 18 militantes de Hurras al-Din, 11 de Hayat Tahrir al-Sham y un civil.
El 1 de enero de 2021, el grupo atacó una base militar rusa en la parte norte de la Gobernación de Raqqa, en un área controlada por las Fuerzas Democráticas Sirias. El ataque se destacó por llevarse a cabo fuera de las principales áreas de operación del grupo en la gobernación de Idlib. Durante el ataque, cinco miembros del grupo murieron llevando a cabo atentados suicidas e hiriendo a entre dos y tres soldados rusos en la base.
El 28 de enero de 2025, la organización declaró su disolución.

## Relación con otros grupos
La Organización Guardianes de la Religión fue parte de la Sala de Operaciones "Se Firme", anteriormente Sala de Operaciones "Despertar de los Creyentes". La Sala de Operaciones "Se Firme", es la reconsolidación de la anterior alianza tras la deserción de Ansar al-Tawhid el 3 de mayo de 2020. Esta fue dirigida por la Organización Guardianes de la Religión junto con otras tres facciones yihadistas con base en el noroeste de Siria, y junto con Ansar al-Tawhid, estableciendo la Alianza para el Apoyto el Islam a principios de 2018.

### Al-Qaeda
El grupo se separó de Hayat Tahrir al-Sham en 2018, un año después de la formación de Hayat Tahrir al-Sham debido a tensiones internas en la organización por cuestiones que incluyen su lealtad a al-Qaeda y sus líderes, además, se cree que el grupo Khorasan y varias agencias de inteligencia y analistas creían que era parte de Al-Nusra, que luego se convirtió en HTS, evolucionó para convertirse en parte de la Organización de Guardianes de la Religión. Según los informes, Al-Qaeda también envió cuadros superiores de sus nodos de comando central en Afganistán, Pakistán e Irán para apoyar la fundación de la Organización Guardianes de la Religión.

Bandera de al-Nusra, la rama oficial original de al-Qaeda en Siria hasta que se separó en 2016 y se disolvió para formar Hayat Tahrir al-Sham en 2017.

### Estado Islámico
El grupo ha dado instrucciones a sus miembros para que no se asocien con ISIL con amenazas de expulsión del grupo y enjuiciamiento, mientras que ISIL declaró que el grupo es herético en su periódico semanal al-Naba.
Sin embargo, se cree que hubo simpatizantes del ISIS en el grupo, y antes de su fundación, ya que comenzó como una subfacción de Hayat Tahrir al-Sham, ISIS supuestamente comenzó a construir lazos con estos elementos antes de la fundación formal del grupo.
ISIS también comenzó a construir un plan de contingencia tras su declive que implicaba reagruparse en partes ocupadas por la oposición de Idlib, incluida la petición a las Fuerzas Democráticas Sirias durante la Batalla de Baghuz Fawqani para salir del área a Idlib con la ayuda de la Organización de Guardianes de la Religión, jugando un importante papel en el proceso, esto al reclutar a miembros del grupo que simpatizan con ISIS para que actúen como agentes, incluidos los líderes principales, así como al facilitar un flujo de combatientes desplazados de territorios y bastiones que anteriormente estaban bajo control de ISIS para Idlib listos unirse a la Organización Guardianes de la Religión, luego llevar a cabo asesinatos y campañas de sabotaje contra personas del grupo y otros grupos e individuos que se oponen a ISIS, y luego declarar formalmente su lealtad a ISIS.
En 2018 los medios de comunicación iraquíes y los funcionarios de seguridad afirmaron haber capturado a miembros de la Organización Guardianes de la Religión integrados con combatientes de ISIS de la ciudad fronteriza siria de Abu Kamal en la frontera iraquí que se dirigía hacia la Gobernación de Ambar de Irak, y que el grupo buscaba expandir su presencia al norte y centro de Irak, y que también estaba trabajando con el Ejército de los Hombres de la Orden de Naqshbandiyya, que está dirigido por ex leales a Saddam Hussein, incluido Izzat Ibrahim al-Douri, el gobierno iraquí también afirmó que los partidos políticos locales estaban financiando al grupo para ayudarlo a expandirse a territorios que anteriormente estaban en manos de ISIS, sin embargo, se ha cuestionado la validez de los informes. Antes de la fundación de la Organización de Guardianes de la Religión, Sami al-Oraydi, quien ocupa una posición influyente en el grupo, criticó al ISIS y afirmó que eran jariyismo, y los llamó "asesinos musulmanes". Al-Oraydi mencionó que Abu Muhammad al-Adnani, el portavoz oficial de ISIS en ese momento, era ignorante y no entendía las cosas que decía, así como varias publicaciones en Twitter que criticaban a ISIS.
En 2016, Saif al-Adel, un miembro egipcio de al-Qaeda que luego se convirtió en parte del liderazgo de la Organización Guardianes de la Religión, también criticó a ISIS, diciendo que eran retorcidos y tenían pensamientos pervertidos.
En enero de 2019, como parte de una campaña, se estableció una formación llamada "Libertad para las prisioneras", con el objetivo declarado de liberar a las prisioneras del EIIL detenidas en los campos de internamiento administrados por las Fuerzas Democráticas Sirias, como el Campo de refugiados de Al-Hawl. Se cree que la formación está asociada con la Organización Guardianes de la Religión. Sin embargo, una campaña separada con el mismo objetivo lanzada por el propio ISIL llamada "Kafel" ha denunciado la campaña Libertad para las prisioneras como apóstata. Libertad para las prisioneras ha negado estar vinculado con ISIL o con la Organización Guardianes de la Religión y afirma ser una organización independiente dispuesta a trabajar con cualquier facción para lograr su objetivo de liberar a las prisioneras de ISIS.
En agosto de 2019 un medio de comunicación no oficial de ISIS llamado Muhajireen Foundation, que brinda informes y actualizaciones sobre eventos que pueden afectar a los combatientes extranjeros de ISIS desplazados en Siria, publicó una infografía que muestra tres operaciones anti-ISIS separadas por parte de HTS en Idlib. Una de las redadas realizadas por HTS se dirigió a miembros de la Organización Guardianes de la Religión y Ansar al-Tawhid que tenían vínculos con ISIS. Dos de los arrestados eran egipcios.

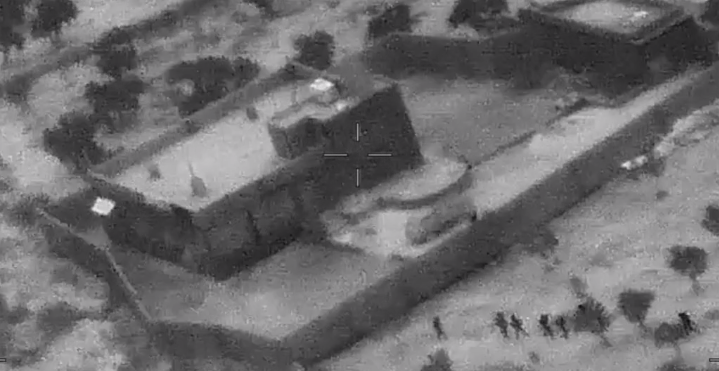
Las fuerzas especiales de EE. UU. asaltan el complejo de Abu Bakr al-Baghdadi en el norte de Idlib, donde también estaban presentes miembros de la Organización Guardianes de la Religión

Sin embargo, anteriormente, en enero de 2019, la misma fundación advirtió a los miembros de ISIS desplazados en Idlib que evitaran las grandes reuniones y evitaran a Hayat Tahrir al-Sham y a la Organización Guardianes de la Religión, porque HTS y los Guardianes de la Religión habían arrestado a varios miembros de ISIS, la advertencia también llamó tanto HTS como los Guardianes apóstatas.
En octubre de 2019, con base en un talonario de recibos de ISIS supuestamente encontrado por asociados del exfuncionario de inteligencia estadounidense Asaad Almohammad, los analistas afirmaron que Baghdadi estaba pagando a los miembros del grupo a cambio de ocultarlo. Según los recibos, ISIS les pagó al menos $ 67,000 desde principios de 2017 hasta mediados de 2018, incluidos $ 7,000 en el verano de 2018 para preparar bases para los combatientes de ISIS de la "provincia de al-Khair", insinuando que ayudaron en el contrabando de miembros de ISIS. Aymenn Jawad Al-Tamimi señaló el hecho de que dos grupos se oponen entre sí. Sin embargo, Tamimi también especuló que algunos de los recibos obtenidos eran fabricaciones, excepto los de marzo a julio de 2018 que se le mostraron.
También se cree que algunos miembros también podrían ser parte de una facción pro-ISIS a pesar de la postura oficial del grupo con respecto a ISIS, que crítica y generalmente se opone a él, considerando también herético debido a su apoyo a los talibanes y al-Qaeda, así como la vacilación del grupo para confrontar a Hayat Tahrir al-Sham, a pesar de las tensiones entre los dos.

### Hayat Tahrir al-Sham
El grupo tuvo tensiones con Hayat Tahrir al-Sham en numerosas ocasiones, pero ha evitado en gran medida la confrontación armada con HTS, y la mayoría de las tensiones se limitan a campañas mediáticas entre sí. Aunque mantiene tensiones con HTS, el liderazgo de la Organización de Guardianes de la Religión es respetado entre los miembros de HTS, lo que supuestamente genera dudas para que los dos luchen abiertamente entre sí, y HTS adopta una política de contener al grupo en lugar de confrontarlo en un conflicto abierto.
El 7 de febrero de 2019, miembros de la Organización Guardianes de la Religión dispararon contra un automóvil con miembros de HTS adentro luego de las tensiones en enero. La Organización Guardianes de la Religión firmó más tarde un acuerdo después del incidente, y la Organización Guardianes de la Religión se disculpó por matar a un miembro de HTS asesinado por los disparos. Durante los días siguientes, se hicieron varios acuerdos entre HTS y la Organización Guardianes de la Religión para reducir las tensiones entre los dos.
A fines de octubre de 2019, una facción de la Organización Guardianes de la Religión dirigida por un clérigo llamado Abu al-Yaman al-Wazzani se separó de la Organización Guardianes de la Religión y formó un nuevo grupo llamado Ansar al-Haq. Wazzani y sus seguidores afirmaron que la Organización de Guardianes de la Religión no había cumplido con las obligaciones que creen que la OGR prometió cumplir, y creían que el grupo carecía de la aplicación de la ley Sharia, los seguidores de Wazzani fueron en su mayoría ser excombatientes de Jund al-Aqsa y Faylaq al-Sham. Ansar al-Haq también criticó a HTS y su política relajada con respecto a la Sharia, creyendo que HTS permitía la inmoralidad y no implementaba la justicia, y también veía a HTS como un organismo opresivo. Después de la formación de Ansar al-Haq, HTS arrestó a Wazzani y sus seguidores. HTS también mantiene tensiones con Jaysh Khorasan, un grupo cercano a la Organización Guardianes de la Religión.